# Ödsmåls kyrka
Ödsmåls kyrka är en kyrkobyggnad i Ödsmål i Stenungsunds kommun. Den tillhör Ödsmåls församling i  Göteborgs stift. 

## Historia
En äldre medeltida kyrka, på andra sidan vägen omkring 400 meter från den nuvarande, revs tillsammans med klockstapeln då den nuvarande kyrkan stod klar. Den hade ett trätak som bemålats 1758 av Johan Norman. Fragment av dessa påträffades på 1950-talet, men är nu försvunna. En liten kyrkogård vid Ödsmålsån finns kvar på den gamla platsen.

## Kyrkobyggnaden
Nuvarande kyrka uppfördes 1865-1866 efter ritningar av Emil Edvard von Rothstein och invigdes 1867. Då kyrkan uppfördes placerades det 55 meter höga tornet i öster och koret i väster, eftersom marken hade större bärighet där tornet placerades. Annars har kyrkor normalt koret i öster och tornet i väster. Kyrkor med tornet i öster betecknas östtornskyrkor. Byggnadsmaterialet är rappad sten med ett skiffertäckt trätak. Stilmässigt har kyrkan nyklassicistiska grunddrag, men de har kombinerats med ett flertal medeltidsinspirerade detaljer.
Åren 1932–1936 utfördes en större renovering under ledning av Axel Forssén. Kyrkan fick då ett välvt innertak och bänkarna byggdes om med raka gavlar. Målningar utförda av Saga Walli tillkom 1944-1946. Nästa större ändring skedde 1971, då rum under läktaren och kapprum uppe på läktaren byggdes. Kyrkans interiör renoverades åter 2004.
Intill kyrkan byggdes 1991 ett församlingshem.

## Inventarier
- Ett krucifix från 1400-talet finns bevarat,[2]
- De gamla kyrkklockorna, varav storklockan är daterad 1587.[1] Klockan är omgjuten 1843 och 1951.[4] Lillklockan är gjuten 1953.[4]
- Altartavlan är en stor oljemålning på duk som föreställer nattvardens instiftelse. Den är målad av Saga Walli 1944.[4]
- Predikstolen är från kyrkans tillkomstår, men har senare målningar utförda av Saga Walli på 1940-talet.[4]
- Dopfunten är tillverkad av sjödränkt ek, vrakgods från Käringön, av Albert Johansson 1901.[4]
- Ciselerat dopfat av mässing från 1712.
- Takbrädor, bemålade av Johan Norman (1715-1782), som härstammar från den rivna kyrkan, påträffades på 1950-talet.[5]
- En keramiktavla "Pelikan" utförd av Bengt Lindqvist.[6]

### Orgel
Orgeln är ursprungligen byggd 1873 av Johan Nikolaus Söderling och Carl Fredrik Söderling. Den byggdes om 1914 av A. Magnusson Orgelbyggeri AB som bytte ut två huvudverksstämmorna. Ytterligare ombyggnad och utökning genomfördes 1943 av Lindegren Orgelbyggeri AB. Verket renoverades och utökades ytterligare av John Grönvall Orgelbyggeri 1963. Pipverket är heterogent med material från olika tider, medan fasaden är den ursprungliga från 1873. Antalet stämmor är nitton fördelade på två manualer och pedal.